# Pemmatoporella
Pemmatoporella is een monotypisch mosdiertjesgeslacht uit de  familie van de Smittinidae en de orde Cheilostomatida

## Soorten
- Pemmatoporella marginata (Calvet, 1909)